# فرودگاه بوفاریک
فرودگاه بوفاریک (به انگلیسی: Boufarik Airport) یک فرودگاه نظامی با کد یاتا QFD است که یک باند فرود بتن دارد و طول باند آن ۳۶۲۲ متر است. این فرودگاه در کشور الجزایر قرار دارد و در ارتفاع ۱۰۲ متری از سطح دریا واقع شده‌است.